# کبوتر نامه‌بر

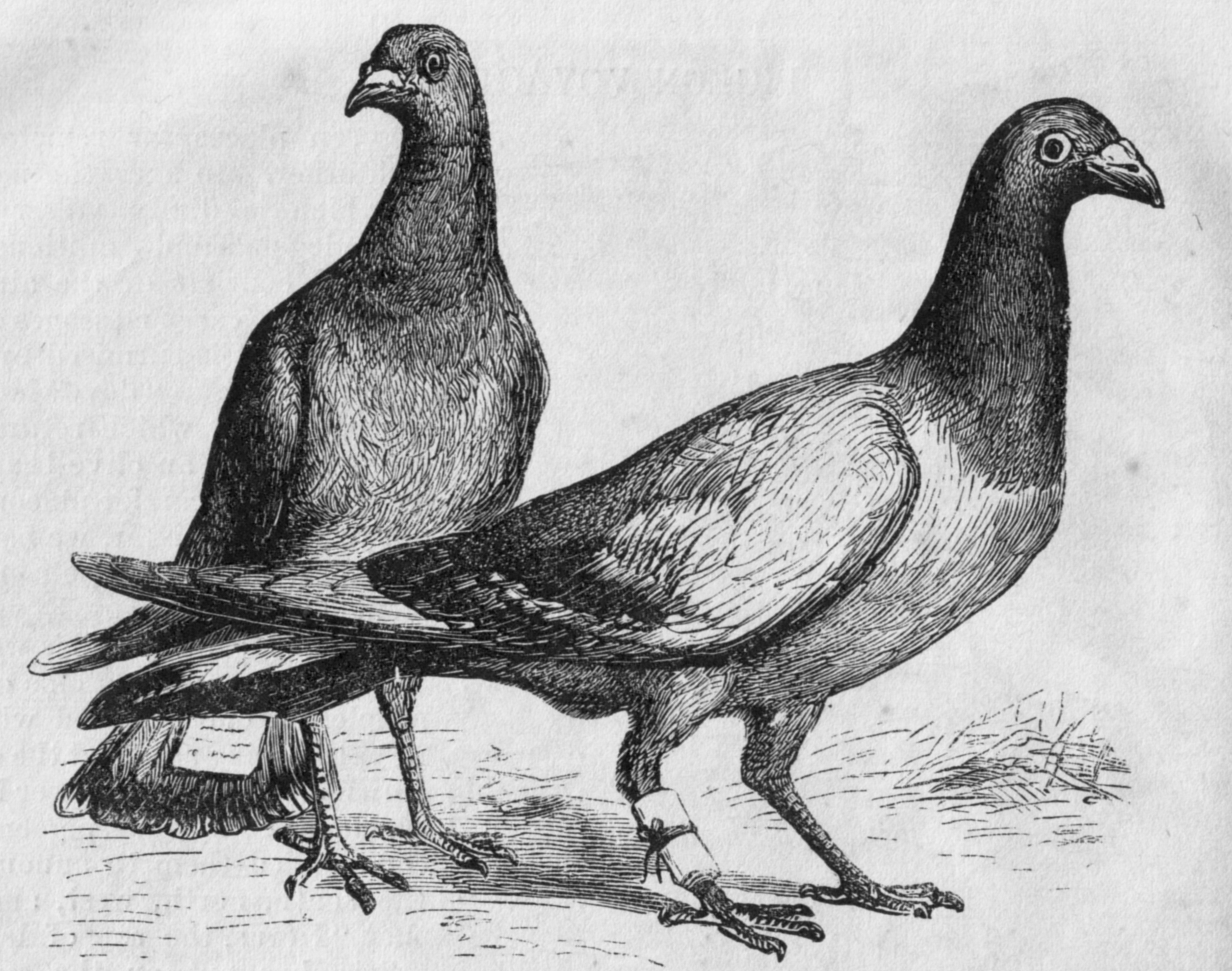
کبوتران با نامه‌هایی در پا.

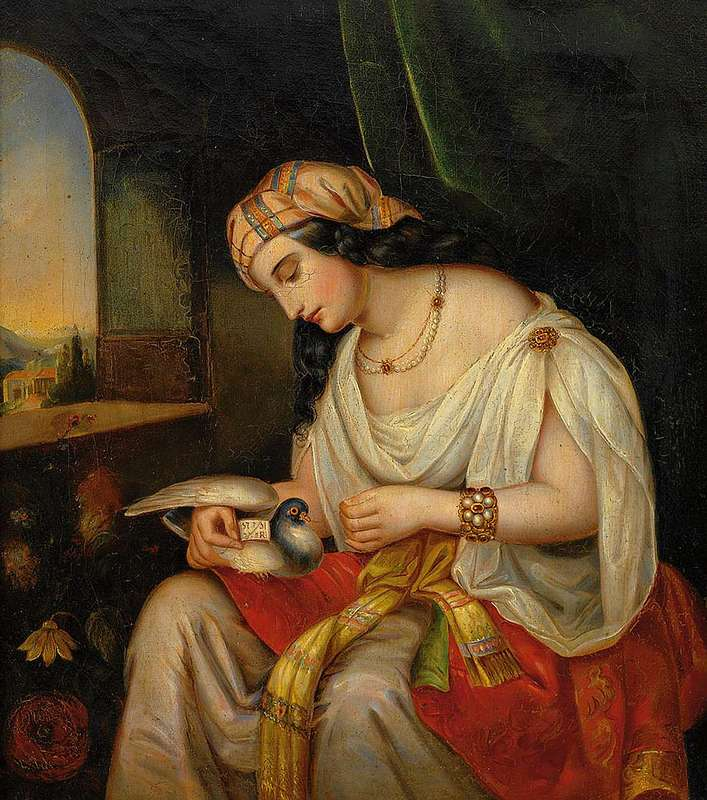
زنی جوان با لباسی شرقی به همراه یک کبوتر خانگی (نگاره قرن نوزدهم)

کبوتر نامه‌بر یا کبوتر پست (انگلیسی: Pigeon post) به معنای استفاده ویژه از کبوترهای خانگی برای ارسال پیام‌ها است. کبوتران به دلیل خاصیت و توانایی طبیعی‌شان در بازگشت به خانه در نقش فرستندگان نامه‌بر بسیار مؤثر بودند. برای استفاده از این ویژگی کبوتر ها را در یک قفس انداخته و سپس به مناطقی که نیاز است کبوتر از آنجا پیام‌ها را بیاورد منتقل می‌کنند، پس از آن کبوتران به صورت طبیعی پیام‌ها را به خانهٔ اصلی خود بازمی‌گرداند تا صاحبان آن بتوانند پیام‌ها را بخوانند. این کبوتران در بسیاری از مناطق جهان مورد استفاده قرار گرفته‌اند. این پرندگان همچنین به دلیل عملکرد و تأثیر کاربردی‌اشان در بسیاری از موقعیت‌های نظامی استفاده شده‌اند و در این موارد از آنها با عنوان کبوتر جنگی یاد می‌شود.